# Quartinia vagepunctata
Quartinia vagepunctata är en stekelart som beskrevs av Schulthess 1929. Quartinia vagepunctata ingår i släktet Quartinia och familjen Masaridae. Inga underarter finns listade i Catalogue of Life.